# La Creu de Ferri
La Creu de Ferri és un coll a 1.602,6 m d'altitud del límit dels termes municipals de Tremp, del Pallars Jussà, dins de l'antic municipi ribagorçà d'Espluga de Serra, i del Pont de Suert, dins de l'antic terme de Viu de Llevata, de l'Alta Ribagorça. Així doncs, tot i que aquesta collada pertany geogràficament del tot a la comarca ribagorçana, administrativament separa el Pallars Jussà de l'Alta Ribagorça.
Està situat al nord-est de la Collada de Corroncui, a l'extrem de llevant de la Serra de Sant Gervàs. És a llevant de l'Avedoga d'Adons.